# He Yanwen
Pour les articles homonymes, voir He.
He Yanwen (chinois : 何燕雯), née le 29 septembre 1966, est une ancienne rameuse chinoise. Elle est médaillée de bronze aux Jeux de 1988.

## Carrière
He Yanwen remporte une médaille de bronze en huit aux Jeux de 1988.

## Palmarès

### Jeux olympiques
- Jeux olympiques d'été de 1988 à Séoul ( Corée du Sud) :
  -  médaille de bronze en huit